# Matteo Ripaldi
Matteo Ripaldi (Roma, 21 aprile 1983) è un attore italiano.

## Biografia
Recita fin da bambino in teatro, cinema, e soprattutto televisione. Tra i suoi film: Saint Tropez - Saint Tropez, regia di Castellano e Pipolo e Nestore, l'ultima corsa, diretto e interpretato da Alberto Sordi. Tra le fiction tv: Caro maestro, regia di Rossella Izzo e Il bello delle donne, entrambe trasmesse su Canale 5.
Dalla primavera 2007 è nel cast di Trebisonda, nel ruolo di Johnny della Furetto Speedy. Nel 2008 torna sul grande schermo con il film: Ti stramo - Ho voglia di un'ultima notte da manuale prima di tre baci sopra il cielo, regia di Pino Insegno.

## Filmografia

### Cinema
- La carne, regia di Marco Ferreri (1991)
- Saint Tropez - Saint Tropez, regia di Castellano e Pipolo (1992)
- Nestore, l'ultima corsa, regia di Alberto Sordi (1994)
- La via degli angeli, regia di Pupi Avati (1999)
- Ti stramo - Ho voglia di un'ultima notte da manuale prima di tre baci sopra il cielo, regia di Pino Insegno (2008)

### Televisione
- Caramella, regia di Franco Matteucci - Sit-com (1990)
- Non siamo soli, regia di Paolo Poeti - Miniserie TV (1991)
- Errore fatale, regia di Filippo De Luigi - Film TV (1992)
- Uno di noi, regia di Fabrizio Costa - Miniserie TV (1996)
- Caro maestro, regia di Rossella Izzo - Serie TV  (1996-1997)
- Una donna per amico, regia di Rossella Izzo - Miniserie TV (1998)
- Lui e lei 2, regia di Elisabetta Lodoli e Luciano Manuzzi - Serie TV  (1999)
- Il bello delle donne, registi vari - Serie TV (2001-2002-2003)
- Don Gnocchi - L'angelo dei bimbi, regia di Cinzia TH Torrini - Miniserie TV (2004)
- Noi, regia di Peter Exacoustos - Miniserie TV (2004)
- Sottocasa, registi vari - Soap opera (2006)
- Trebisonda - Programma - Rai Tre (2007-)
- Notte prima degli esami '82, regia di Elisabetta Marchetti - Miniserie TV (2011)
- La Certosa di Parma, regia di Cinzia TH Torrini - Miniserie TV (2012)

## Teatro
- Uomini Donne 3-1 di Federico Moccia (1994)